# Cephalotes alveolatus
Cephalotes alveolatus é uma espécie de inseto do gênero Cephalotes, pertencente à família Formicidae.